# ČZ 175 typ 477
ČZ 175 typ 477 je motocykl vyráběný v ČSSR Českými závody motocyklovými ve Strakonicích mezi lety 1968–1977. Předchůdcem motocyklu je model ČZ 175 typ 450, nástupcem ČZ 175/487.

## Základní údaje
Ze svého předchůdce zdědil pouze převodovku (zčásti) se spojkou, dynamo a elektroinstalaci. Elektroinstalace doznala změn v roce 1970, především v tom, že relátko dobíjení bylo osamostatněno a přemístěno pod levou schránku. Dále se motorka skládala ze zbrusu nových dílů.

## Motor
Kartery nového motoru dostaly hranaté tvary, stejně tak i válec a hlava. V motoru byl umístěn modernizovaný klikový mechanismus, jež měl na obou stranách gufero pro utěsnění vnitřního prostoru od převodovky. Ložiska kliky byla mazána převodovým olejem, což mělo za důsledek zvýšení životnosti ložisek, při delším nepoužívání motocyklu.
Píst byl odléván s vyšším obsahem hořčíku, aby byla zaručena stejná vůle mezi válcem a pístem i při vyšším tepelném zatížení. Zvýšení životnosti pístního čepu bylo zajištěno nahrazením bronzového pouzdra jehlovým ložiskem.

## Elektroinstalace
Zdrojem elektrické energie je dynamo pracující s jmenovitým napětím 6V.
Motocykl byl osazen novým typem karburátoru Jikov 2926 SbD. Ten dostal nový tlumič sání s papírovou filtrační vložkou.

## Galerie

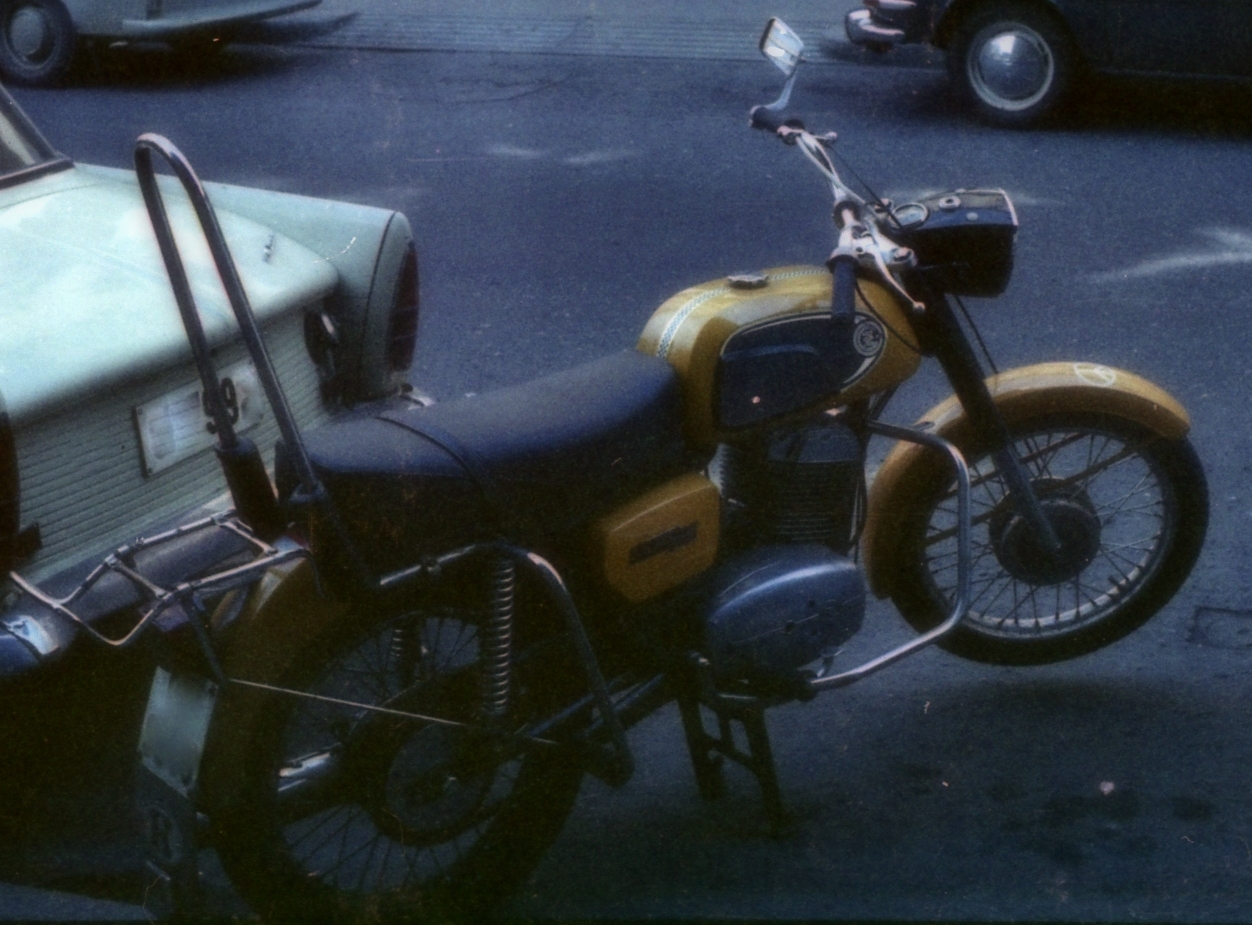
ČZ 477 (1972)
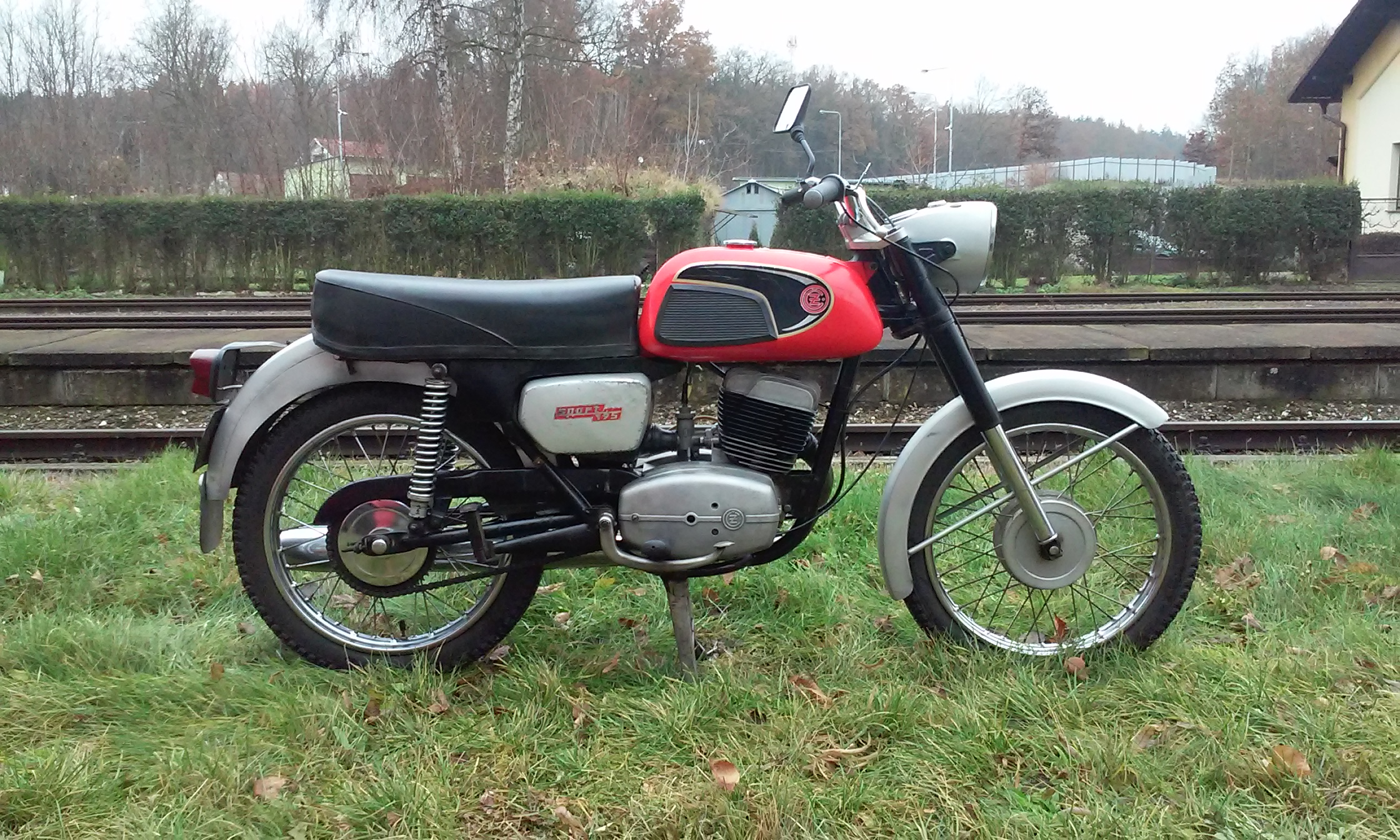
ČZ 477 Sport